# Arachnospila tobiasi
Arachnospila tobiasi (лат.) — вид дорожных ос рода Arachnospila (Pompilidae).Бурятия.

## Этимология
Видовое название дано в честь гименоптеролога Владимира Ивановича Тобиаса (Зоологический институт РАН, Санкт-Петербург).

## Описание
Среднего размера красно-чёрная дорожная оса. Длина 6—8 мм. Самцы отличаются от других видов подрода строением гениталий: наличием базолатеральных лопастей гипопигия и большого субапикального пучка отстоящих щетинок.

## Распространение и экология
Этот вид встречается в южной Сибири: Бурятия. Обитает в степях, лёт отмечается в конце июля.